# Michael Rataj
Michael-Ken Rataj (* 12. Oktober 2003) ist ein deutscher Basketballspieler.

## Laufbahn
Ratajs Heimatverein ist der TSV Haunstetten, den er als Jugendlicher in Richtung TSV Schwaben Augsburg verließ. 2018 wechselte er in den Nachwuchsbereich des FC Bayern München. Der Flügelspieler wurde Leistungsträger der zweiten FCB-Herrenmannschaft in der 2. Bundesliga ProB. Im Sommer 2021 nahm Rataj ein Angebot des Bundesligisten Ratiopharm Ulm an und gab zu Beginn des Spieljahres 2021/22 unter Trainer Jaka Lakovič seinen Einstand in der Basketball-Bundesliga.
Bereits im November 2021 wurde in Hinblick auf die Saison 2022/23 Ratajs Wechsel an die US-Hochschule Oregon State University bekannt. In der Spielzeit 2024/25 war er mit 16,9 Punkten je Begegnung der beste Korbschütze der Mannschaft. 2025 nahm er einen Hochschulwechsel vor und ging innerhalb der Vereinigten Staaten zur Baylor University.

### Nationalmannschaft
Im Sommer 2021 bestritt Rataj Länderspiele für die deutsche U18-Nationalmannschaft. Er nahm mit Deutschland an der U20-Europameisterschaft 2023 teil, kam auf den sechsten Platz und war mit 11,6 Punkten je Begegnung zweitbester deutscher Korbschütze während des EM-Turniers. 2025 belegte er mit der deutschen A2-Nationalmannschaft den vierten Platz bei der in Nordrhein-Westfalen veranstalteten Sommeruniversiade.

## Karriere-Statistiken

### College
| Saison    | Team         | GP | GS | MPG  | FG % | 3P % | FT % | RPG | APG | SPG | BPG | PPG |
| --------- | ------------ | -- | -- | ---- | ---- | ---- | ---- | --- | --- | --- | --- | --- |
| 2022–2023 | Oregon State | 32 | 16 | 20.0 | .438 | .373 | .599 | 4.1 | 1.0 | 0.7 | 0.3 | 6.1 |
| 2023–2024 | Oregon State | 29 | 23 | 28.0 | .443 | .288 | .838 | 5.8 | 1.6 | 0.9 | 0.5 | 8.3 |
| Gesamt    | Gesamt       | 61 | 39 | 24.2 | .441 | .27  | .676 | 4.9 | 1.3 | 0.8 | 0.4 | 7.2 |

### Bundesliga

#### Hauptrunde
| Saison    | Team   | GP | GS | MPG | FG %  | 3P % | FT %  | RPG | APG | SPG | BPG | PPG |
| --------- | ------ | -- | -- | --- | ----- | ---- | ----- | --- | --- | --- | --- | --- |
| 2021–2022 | Ulm    | 3  | 0  | 4.0 | .1000 | .000 | .1000 | 0.7 | 0.2 | 0.9 | 0.9 | 1.3 |
| Gesamt    | Gesamt | 3  | 0  | 4.0 | .1000 | .000 | .1000 | 0.7 | 0.2 | 0.9 | 0.9 | 1.3 |

Quellen: 